# Verijärv
Verijärv är en sjö i Estland.   Den ligger i landskapet Võrumaa, i den södra delen av landet, 230 km sydost om huvudstaden Tallinn. Verijärv ligger 94 meter över havet.  I omgivningarna runt Verijärv växer i huvudsak blandskog.